# Спорт в Лаосе
Руководство Лаоса придаёт большое значение физической культуре и спорту. Много внимания занятиям физкультурой и спортом уделяется в школах, учебных заведениях, в воинских частях. Развиваются как традиционные, так и новые виды спорта. Среди традиционных видов спорта особенно популярны гонки на пирогах по реке Меконг и другим водоёмам. Они проводятся во время национальных праздников, в том числе на буддийский Новый год, который отмечается в середине апреля. К ним относится игра в сплетённый из ротанга мяч «като», перебрасываемый через сетку ногами, головой и плечами. В последние годы в стране стали популярны футбол, волейбол, настольный теннис.
Одним из национальных видов спорта в Лаосе является муай лао — одна из форм кикбоксинга, похожая на другие стили Юго-Восточной Азии, таких как тайский муай тай.
Чемпионат Лаоса по футболу проходит по системе «весна-осень». Сборная Лаоса по футболу в 2002 и 2006 годах не прошла квалификацию для участия в чемпионате мира, а в 2010 году не участвовала в квалификационном отборе.
Национальный Олимпийский комитет Лаоса был основан в 1975 году и признан Международным олимпийским комитетом в 1979 году.
Лаос впервые принял участие в Олимпийских играх в 1980 году. По состоянию на 2012 год, Лаос участвовал в восьми летних Олимпийских играх, никогда не принимал участие в зимних Олимпийских играх и ни один лаосский спортсмен не завоевал олимпийских наград.